# Protoribates halleri
Protoribates halleri är en kvalsterart som först beskrevs av Michael 1898.  Protoribates halleri ingår i släktet Protoribates och familjen Protoribatidae. Inga underarter finns listade i Catalogue of Life.